# Mogyorós (Románia)
Mogyorós település Romániában, Szatmár megyében.

## Fekvése
Szatmárnémetitől délkeletre, Borválaszút és Szelestyehuta közt fekvő település.

## Története
Mogyorós nevét 1490-ben Monyaros -ként írták.
A  település a meggyesi uradalomhoz tartozott s végig annak a sorsában osztozott.
A 16. században a Báthori-család birtoka volt.
1608-ban Báthory Gábor ajándékozta Szirmay Györgynek, majd a 19. század elejéig nagyrészt Szirmay-birtok volt.
A szatmári béke után a gróf Károlyi család szerezte meg, a 20. század elején is gróf Károlyi Alajosnak volt benne nagyobb birtoka. 
Határához tartozott a Károlyi tanya is.
A 20. század elején Szatmár vármegye Szinérváraljai járásához tartozott.
1910-ben 639 lakosából 12 magyar, 15 német, 608 román volt. Ebből 611 görögkatolikus, 10 református, 13 izraelita volt.

## Nevezetességek
- Görögkatolikus temploma 1890-ben épült.